# Joaquín Viejobueno
Joaquín Viejobueno (Buenos Aires, 1833 - diciembre de 1906) fue un militar argentino con actuación en las guerras civiles y la guerra del Paraguay, y que desempeñó como ministro de Guerra y Marina durante el gobierno de Luis Sáenz Peña.

## Biografía
Era hijo del coronel Joaquín Viejobueno y hermano del general Domingo Viejobueno.
Ingresó al regimiento de artillería ligera en 1852, poco después de la batalla de Caseros. Prestó servicios contra el sitio de Buenos Aires por las tropas de Hilario Lagos y en varias campañas a la frontera con los indígenas. Luchó en Cepeda y Pavón, alcanzando el grado de mayor.
En 1864 era comandante de marina y ejército en San Isidro, San Fernando y Las Conchas. Participó en los comienzos de la guerra del Paraguay, aunque apenas participó en combates menores hasta la batalla de Curupaytí, en que colaboró en el cañoneo de las posiciones paraguayas. Regresó a Buenos Aires en 1868 y fue nombrado comandante general de armas de la provincia de Buenos Aires.
En 1870 hizo la campaña en Entre Ríos, contra el último caudillo federal, Ricardo López Jordán, como comandante de artillería de la división del general Emilio Conesa. Luchó en la batalla de Sauce, en la que su jefe lo ascendió a coronel. En 1874 fue el jefe de Estado Mayor de la división al mando de Luis María Campos, que prácticamente no llegó a luchar contra la revolución dirigida por Bartolomé Mitre.
Durante largos años fue jefe de Estado Mayor del ejército en la provincia de Buenos Aires, y con ese cargo formó parte de la campaña al desierto de 1879. Ese mismo año, el ministro de Guerra y Marina, coronel mayor (general) Julio Argentino Roca, lo nombró presidente de la comisión que debía estudiar las modificaciones y modernizaciones que debían imponerse al ejército. No logró muchos avances, excepto fundir los primeros cañones nacionales de bronce, del tipo Krupp (considerados los mejores del mundo), con un procedimiento ideado por él.
Ascendió a coronel el 11 de junio de 1879. A raíz de la Revolución de 1880, fue comandante en jefe del ejército dirigiendo los combates que vencieron la rebelión. Se hizo general (coronel mayor) el 9 de julio de 1880. Con la nueva ley de ascensos, quedó elevado a general de división en 1882.
Fue inspector y comandante general de armas, jefe de Estado Mayor General del Ejército, y ministro de Guerra y Marina del presidente Luis Sáenz Peña.
Murió en Buenos Aires en 1906.